# Аскреа
Аскрѐа (на италиански: Ascrea) е село и община в Централна Италия, провинция Риети, регион Лацио. Разположено е на 757 m надморска височина. Населението на общината е 279 души (към 2010 г.).